# تشاك شير
تشاك شير (بالإنجليزية: Chuck Share)‏ مواليد 14 مارس 1927 في آكرون - الوفاة 7 يونيو 2012، كان لاعب كرة سلة أمريكي. تم اختياره من قبل فريق بوسطن سيلتكس خلال الدرافت. بلغ طوله 6 قدم 11 بوصة (2.1 م).

## المسيرة الاحترافية
لعب مع ديترويت بيستونز من سنة 1951 إلى 1954، ثم لعب مع أتلانتا هوكس من سنة 1953 إلى 1960، ثم لعب مع لوس أنجلوس ليكرز في سنة 1960.

## روابط خارجية
- تشاك شير على موقع إن بي أي (الإنجليزية)
- تشاك شير على موقع سبورتس رفرنس (الإنجليزية)
- تشاك شير على موقع كلية كرة السلة في سبورتس رفرنس.كوم (الإنجليزية)
- تشاك شير على موقع ريلجم (الإنجليزية)
- تشاك شير على موقع بروبوليرز (الإنجليزية)